# Juruti
Juruti là một đô thị thuộc bang Pará, Brasil. Đô thị này có diện tích 8303,97 km², dân số năm 2007 là 37064 người, mật độ 4,5 người/km².